# Kokob Solomon
Kokob Tesfagabriel Solomon (Tigrinya ቆቆብ ተስፋጋብሪኤል ሰሎሞን; geb. 4. Juni 1996) ist eine eritreische Leichtathletin, die sich auf den Langstreckenlauf spezialisiert hat. 2021 trat sie bei den Olympischen Sommerspielen 2020 in Tokio an.

## Karriere
2015 lief sie erstmals in einem internationalen Wettbewerb. Bei den Afrikaspielen 2015 lief sie den Halbmarathon in Brazzaville und kam auf Platz vier. 2017 nahm sie an den Crosslauf-Weltmeisterschaften 2017 in Kampala, Uganda, teil. Sie kam auf Platz 73. 2018 trat sie im Wettbewerb der Frauen bei den Halbmarathon-Weltmeisterschaften in Valencia, Spanien, an. Sie kam auf Platz 38.
2019 trat sie bei den Afrikaspielen 2019 in Rabat, Marokko, an. Sie erreichte im Halbmarathon mit 1:15:33 h auf Platz 12. Den Marathon bei den Olympischen Spielen in Tokio beendete sie nicht.